# Col de Bazès
Le col de Bazès est un col de montagne pédestre des Pyrénées à 1 509 mètres d'altitude, dans le Lavedan, dans le département français des Hautes-Pyrénées en Occitanie.
Il relie le vallée de l'Ouzom à l'ouest et la vallée du Bergons à l'est. Le ruisseau du Bergons prend sa source sur le flanc est du col.

## Géographie

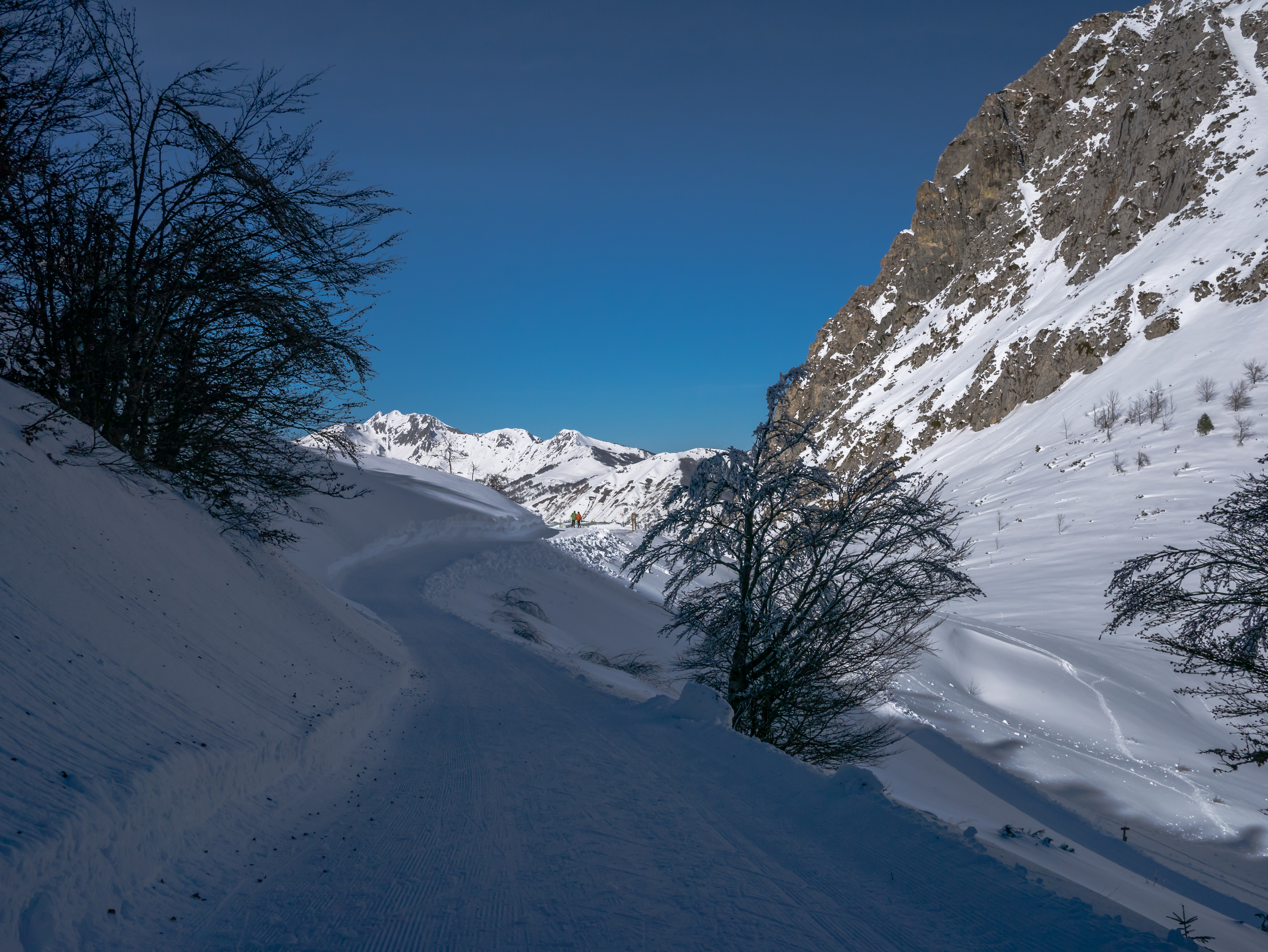
Arrivée au col de Bazès depuis le val d'Azun. À droite, le flanc du pic de Bazès. Piste de ski de fond de la station du Val d'Azun.

Le col de Bazès est situé entre le pic de Bazès (1 633 m) au nord et le soum de Berducou (1 638 m) au sud. Il surplombe la vallée du Bergons à l’est et la vallée de l'Ouzom à l’ouest.

## Protection environnementale
Le col fait partie d'une zone naturelle protégée, classée ZNIEFF  de type 1.

## Voies d'accès
Le versant sud est accessible par le GR101 et le sentier de grande randonnée de pays Tour du Val d'Azun depuis le col de Soulor. Depuis le nord, il est abordable depuis la vallée de Batsurguère par la réserve du Pibeste-Aoulhet.